# Slacktivisme
Slacktivisme, fra engelsk slacker (drivert) og aktivisme, er former for aktivisme som fordrer ingen eller kun meget lille anstrengelse fra aktivistens hånd. Et eksempel på slacktivisme kan være at starte Facebook-grupper i protest mod noget, skrive under på en underskriftindsamling eller gå ind på en webside der giver sine annonceindtægter til velgørenhed.
Initiativer der kan beskrives som slacktivisme er Buy Nothing Day og Earth Hour.